# Richeria australis
Richeria australis är en emblikaväxtart som beskrevs av Johannes Müller Argoviensis. Richeria australis ingår i släktet Richeria och familjen emblikaväxter. Inga underarter finns listade i Catalogue of Life.